# Phyllotis darwini
Phyllotis darwini (Waterhouse, 1837) è un roditore della famiglia dei Cricetidi endemico del Cile.

## Descrizione

### Dimensioni
Roditore di piccole dimensioni, con la lunghezza della testa e del corpo tra 99 e 142 mm, la lunghezza della coda tra 91 e 146 mm, la lunghezza del piede tra 23 e 30 mm, la lunghezza delle orecchie tra 22 e 29 mm e un peso fino a 50 g.

### Aspetto
Il corpo è robusto ed è ricoperto da una pelliccia relativamente corta. Le parti dorsali sono brunastre con dei riflessi grigiastri, mentre quelle ventrali variano dal biancastro al grigiastro, spesso con una striatura pettorale giallo-brunastra. Le vibrisse sono lunghe. Le orecchie sono molto grandi e rotonde. La coda è più lunga della testa e del corpo.
Il cariotipo è 2n=38 FN=72.

## Biologia

### Comportamento
Sono state riscontrate fluttuazioni e variazioni temporanee demografiche con popolazioni che variavano tra 10 e 230 individui per ettaro durante periodi in cui era attivo El Niño. Il raggio d'azione varia da circa 36,3 a 76,9 metri.

### Alimentazione
Si nutre di foglie e granaglie.

### Riproduzione
La riproduzione è marcatamente stagionale, tra settembre e gennaio o febbraio. Le femmine danno alla luce mediamente 4-5 piccoli alla volta per almeno due volte a stagione.

## Distribuzione e habitat
Questa specie è diffusa nelle regioni costiere e sul versante occidentale andino del Cile centrale e settentrionale, da Antofagasta fino alle regioni di Cautín a sud.
Vive in boscaglie spinose semi-aride e ambienti desertici fino a 2.200 metri di altitudine.

## Conservazione
La IUCN Red List, considerato il vasto areale e la popolazione presumibilmente numerosa , classifica P. darwini come specie a rischio minimo (Least Concern).